# Bruno Quadros
Bruno Quadros (født 3. februar 1977) er en tidligere brasiliansk fodboldspiller.